# Jerzy Majcherczyk
Jerzy Majcherczyk (ur. 12 maja 1952 w Siewierzu) – polski podróżnik, odkrywca, kajakarz i organizator wypraw w rejony Ameryki Łacińskiej.
Jerzy Majcherczyk wśród swoich dokonań może wyróżnić się między innymi: uczestnictwem w zespole, który odkrył kanion Colca. Od czasów studenckich interesował się kajakarstwem, co poskutkowało założeniem Akademickiego Klubu Kajakowego BYSTRZE w Krakowie w roku 1972 (Blacha no 5.). Jedna z pierwszych wypraw, w jakich brał udział, nosi nazwę Polska Akademicka Wyprawa Kajakowa CANOANDES'79. W 1981 wraz z Andrzejem Piętowski, Piotrem Chmielińskim, Stefanem Danielskim, Krzysztofem Kraśniewskim, Jackiem Boguckim i Zbigniewem Bzdakiem spłynął rzeką Colca (Peru), podczas której dokonano odkrycia najgłębszego kanionu ziemi.  
Aktualnie mieszka w USA, w stanie New Jersey. Wraz z małżonką prowadzi biuro podróży Classic Travel.

## Wyprawy i osiągnięcia

### Wybrane wyprawy
- 1976 – Jugosławia
- 1979–1982 – Canoandes'79
- 1987 – Amazonia – Casiquiare Channel
- 1994 – Syberia – Jakucja
- 2008 – Colca Condor
- 2009 – Colca Condor

### Wybrane osiągnięcia odkrywcze
- 1979/80 – przepłynięcie 8 dziewiczych rzek w Meksyku
- 1980 – przepłynięcie 6 dziewiczych rzek w Ameryce Centralnej
- 1980 – przepłynięcie 2 dziewiczych rzek w Ekwadorze
- 1981 – przepłynięcie 3 dziewiczych rzek w Peru (rekord świata w wysokości rozpoczęcia spływu kajakowego 4250 m n.p.m.)
- 1981 – zespołowe odkrycie Kanionu Colca
- 2008/09 – eksploracja dziewiczego odcinka Kanionu Colca – Cruz del Condor

### Inne osiągnięcia
- 1972 – Współudział w założeniu Akademickiego Klubu Kajakowego „Bystrze” w Krakowie
- 1993 – Założenie oddziału Polskiego The Explorers Club w Warszawie
- 1996 – Założenie Polonijnego Klubu Podróżnika
- 2006 – Nadanie nazwy „Jana Pawła II” i przyjęcie patronatu nad szkołą w wiosce Huambo na krawędzi Kanionu Colca

## Wybrane publikacje
- In Kayak Through Peru, Embajada del Viajero S.A., 1981
- Zdobycie RIO COLCA Najgłębszego Kanionu na Ziemi, ABC, 1998, ISBN 83-86788-30-5
- The Conquest of RIO COLCA The World's Deepest Canyon, Layconsa Impresiones, 2000
- Zdobycie RIO COLCA Najgłębszego Kanionu na Ziemi, AA s.c., ISBN 83-913951-6-2
- Colca-Condor 2008-2009, Sociedad Geografica de Lima, 2010, ISBN 978-9972-602-50-4
- Polska - Informator Turystyczny/POLAND - Travel Directory, Wydawnictwo Naukowe PWN, Yurek Inernational Consulting, Warszawa – New York, 1994, ISBN 83-01-11200-X

## Odznaczenia
- Honorowy Członek Oddziału Polskiego The Explorers Club w Warszawie
- Guinness Book of World's Record – za odkrycie Kanionu Colca[2]
- Medal za wybitne zasługi dla Prowincji Calloma[potrzebny przypis]
- Krzyż Kawalerski Orderu Zasługi Rzeczypospolitej Polskiej[potrzebny przypis]
- Członek grupy „20 Legend of Paddling”[3]
- Członek grupy „100 Paddlers of the XX Century” American Canoe Association[3]
- „Magnum Meritum Pro Regionis Et Urbis Sevioris”[4]